# Antonio de la Cruz
Jesús Antonio de la Cruz Gallego, mais conhecido como Antonio de la Cruz (León, 7 de Maio de 1987), é um ex-futebolista e treinador espanhol.

## Carreira

### Jogador
De la Cruz teve destaque no futebol espanhol durante os anos 70, sendo titular absoluto da equipe do Barcelona. Durante esse período, também foi convocado várias vezes para a seleção da Espanha, mas participando de apenas seis partidas. Também chegou a fazer parte do elenco que disputou a Copa do Mundo de 1978, onde participou como títular da primeira partida contra a Áustria, mas sendo reserva nas outras duas (a Espanha foi eliminada na primeira fase).

### Treinador
Após se aposentar profissionalmente, não assumiu nenhum cargo na área do futebol. Porém, alguns anos mais tarde, acabou assumindo as categorias de base do Barcelona. Também chegou a treinar o Sabadell e Yokohama F. Marinos, do Japão, antes de, em 28 de janeiro de 2003, assumir interinamente a equipe principal do Barça, após a saída do neerlandês Louis van Gaal do comando.

## Títuloss

### FC Barcelona
- UEFA Cup Winners' Cup: 1978–79
- La Liga: 1973–74
- Copa del Rey: 1977–78